# Robin McAuley
Robin McAuley (County Meath, 20 januari 1953) is een Ierse rockzanger, die voornamelijk bekend werd als zanger van de band McAuley Schenker Group.

## Biografie
Eerder was hij lid van de band Grand Prix, waarmee hij twee albums opnam. Tussen deze projecten was hij een lid van de band Far Corporation en publiceerde hij ook een solosingle - een cover van de door Paul Ryan geschreven song Eloise, gezongen door Barry Ryan.
Met de McAuley Schenker Group nam hij de studioalbums Perfect Timing, Save Yourself, M.S.G. , het livealbum Unplugged Live en de ep Nightmare: The Acoustic M.S.G. op. Verder produceerde hij ook de Iron Maiden tribute Run to the Hills met Schenker en een nieuw opgenomen versie van Save Yourself .
McAuley bracht ook het soloalbum Business As Usual exclusief uit in Japan. Daarnaast heeft hij deelgenomen aan verschillende tribute-albums en aan twee albums van The V-Project. Hij was de zanger van de band Survivor van 2006 tot 2011. In 2012 nam hij deze positie over in het Amerikaanse deel van de Temple of Rock-tournee van Michael Schenker.

## Discografie

### Grand Prix
- 1982: There For None To See
- 1983: Samurai

### Far Corporation
- 1985: Division One
- 1994: Solitude

### McAuley Schenker Group
- 1987: Perfect Timing
- 1989: Save Yourself
- 1991: M.S.G.
- 1992: Nightmare. The Acoustic M.S.G.
- 1993: Unplugged – Live

### Solo
- 1999: Business As Usual

- Gemeinsame Normdatei: 134450582
- International Standard Name Identifier: 0000 0004 5875 6863
- Library of Congress Control Number: no98028469
- MusicBrainz: 3c8522eb-81ea-4403-83b8-e0088587564a
- Nationale Bibliotheek van Tsjechië: jo2006324679
- Virtual International Authority File: 11918832